# Renault 25
La 25 è una berlina d'alta gamma prodotta dalla Renault tra il 1984 ed il 1992.

## Storia e profilo

### Nascita del modello
Per sostituire la Renault 30 venne avviato il progetto 129 destinato alla realizzazione della nuova ammiraglia della casa di Billancourt, una vettura che si prefiggeva di concorrere con altri modelli francesi come la Peugeot 604 e la CX, così come con le berline tedesche del periodo. Alcuni dei caratteri distintivi della produzione Renault d'alta gamma degli ultimi anni furono mantenuti, così si ritrovarono aspetti come l'impostazione della carrozzeria a cinque porte e con l'ormai diffusa architettura meccanica "tutto avanti".
Per il disegno della carrozzeria ci si affidò a Gaston Juchet e Robert Opron (quest'ultimo conosciuto per aver realizzato fino ai primi anni '70 modelli come la Citroën CX, la GS, la SM e il restyling della DS), mentre il disegno dell'abitacolo e degli interni fu opera di Marcello Gandini, già collaboratore di Renault per il design della Supercinque.
Per migliorare le prestazioni furono utilizzati lamierati molto sottili per contenere il peso.
Le prime foto ufficiali della vettura furono diffuse nell'ottobre del 1983, mentre una prima presentazione vi fu nel mese di novembre e la produzione fu avviata il 19 dicembre dello stesso anno presso lo stabilimento Renault di Sandouville. La commercializzazione fu avviata nel marzo del 1984, subito dopo la chiusura del Salone dell'automobile di Ginevra che tenne a battesimo la nuova ammiraglia Renault.

#### Design esterno ed interno
Pur molto più moderna dell'antesignana Renault 30, la 25 conservò alcune caratteristiche nell'impostazione della carrozzeria, prima fra tutte la carrozzeria a 5 porte con portellone posteriore per l'accesso al vano bagagli; stavolta però la casa francese optò per una configurazione leggermente differente, a due volumi e mezzo, ossia con un accenno di terzo volume nella zona posteriore. In generale, nel disegnare la vettura, gli stilisti si concentrarono molto sull'aerodinamica e seppero realizzare una vettura dotata di un Cx molto ridotto e pari a 0.28, uno dei migliori nella sua epoca ed il migliore in assoluto nella sua categoria.

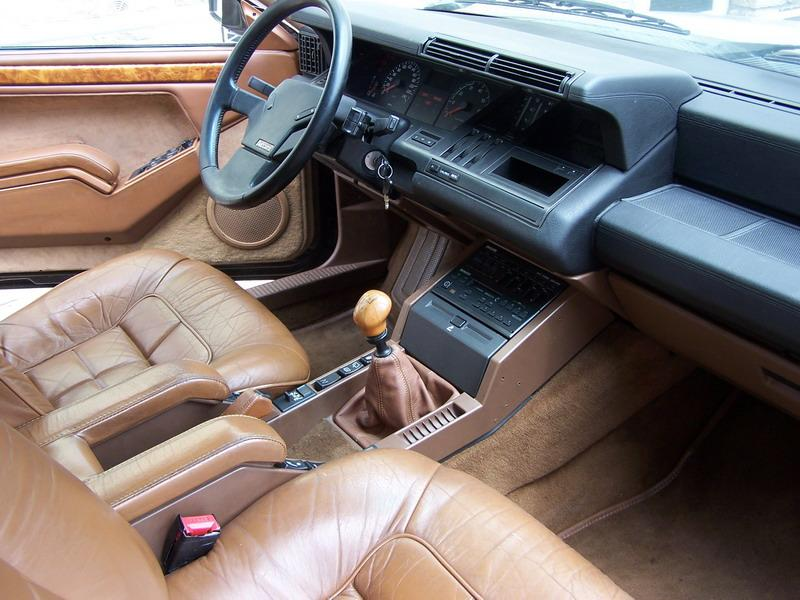
La plancia di una Renault 25 in allestimento di punta

Il frontale evidenziava un netto stacco con la 30: più moderno e dotato della classica calandra Renault degli anni ottanta a segmenti orizzontali ad effetto decrescente, era caratterizzato da gruppi ottici rettangolari in luogo dei doppi fari circolari dell'antesignana. Il paraurti in acciaio e ricoperto da protezioni in gomma, lasciò il posto ad un vero e proprio fascione in plastica. La fiancata era caratterizzata dai montanti anteriori e centrali sottili per dare luogo ad un'ampia superficie vetrata che rendesse luminoso l'abitacolo e non comportasse problemi di visibilità posteriore; solo il montante posteriore era massiccio. Il disegno della coda era dominato dal grande lunotto "a bolla" alla cui base si trovava il tergilunotto. Il terzo volume presentava un piccolo spoiler per rendere dinamica, ma con discrezione, la vista posteriore. Completavano il quadro i grandi gruppi ottici posteriori, anch'essi rettangolari e leggermente avvolgenti lungo l'angolo che dava sul parafango posteriore.
L'abitacolo era molto moderno e lo spazio per i passeggeri posteriori era generoso. L'insieme plancia-console-cruscotto era disegnato da Marcello Gandini: una grande e massiccia palpebra si estendeva fino alla zona centrale, sopra la console, e andava a proteggere dai riflessi un grande quadro strumenti dotato di tachimetro e contagiri, più una serie di spie luminose di servizio, sia tra essi che ai lati. Era inoltre presente un display a cristalli liquidi che mostrava informazioni come la quantità di carburante rimasto nel serbatoio o la temperatura esterna. La zona sopra la console centrale integrava un vero e proprio computer di bordo "parlante". Era presente anche una funzione elettronica che calcolava l'autonomia di carburante, la media oraria ed il consumo istantaneo. Il bagagliaio aveva una capacità di 442 litri.

#### Struttura e meccanica
L'architettura manteneva l'ormai diffuso schema "tutto avanti", ossia con motore anteriore (in questo caso a sbalzo e sistemato longitudinalmente) e trazione sull'avantreno. La struttura era del tipo a scocca portante in acciaio.
La meccanica telaistica prevedeva sospensioni a ruote indipendenti con avantreno a quadrilateri trasversali e retrotreno di tipo MacPherson comprendente molle elicoidali a flessibilità variabile. Erano presenti anche le barre antirollio sia davanti che dietro. L'impianto frenante era di tipo misto nelle versioni meno ricche, mentre nelle altre prevedeva dischi autoventilanti davanti e dischi pieni dietro. Lo sterzo era a cremagliera su tutte le versioni.
Al suo debutto la Renault 25 fu prevista in diverse motorizzazioni, sia a benzina che a gasolio, tutte monoalbero a 2 valvole per cilindro:

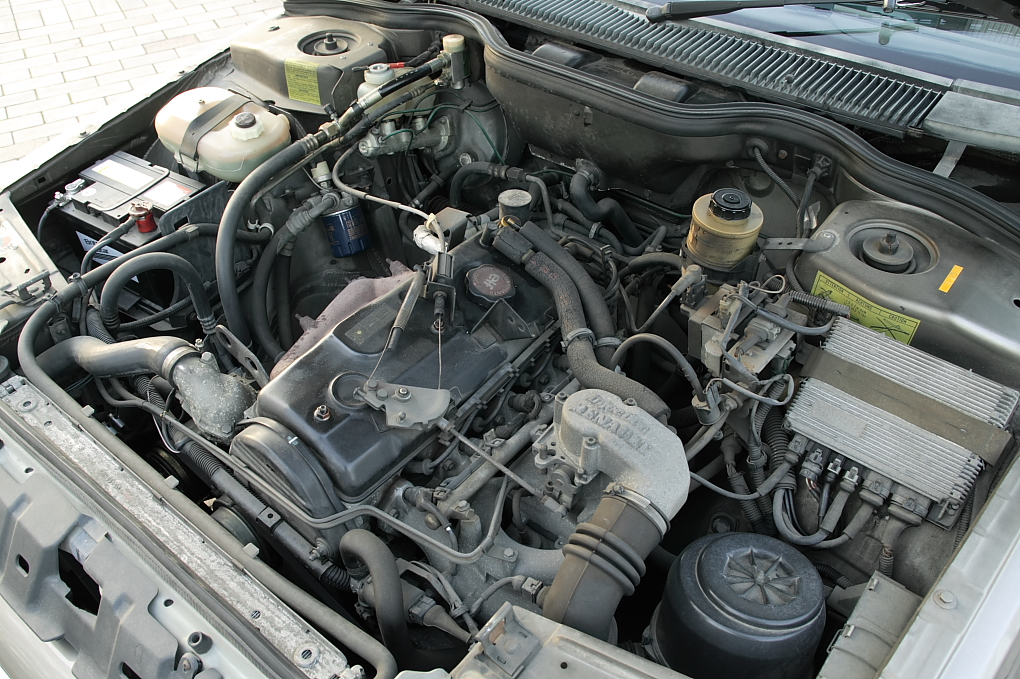
il motore 2.2i

- il motore 2.2i2.0: si trattava del 2 litri Douvrin da 1995 cm³ di cilindrata con alimentazione a carburatore e potenza massima di 103 CV;
- 2.2i: motore Douvrin da 2165 cm³ con alimentazione ad iniezione elettronica e potenza massima di 123 CV;
- 2.7 V6: questo motore era il PRV progettato e sviluppato in collaborazione con Peugeot e Volvo, qui proposto ancora nell'originaria cilindrata di 2664 cm³, con potenza massima di 142 CV;
- 2.1 Diesel: uno dei due motori diesel della gamma, in questo caso un Douvrin aspirato da 64 CV di potenza massima;
- 2.1 Turbo D: stesso motore della precedente versione, ma con sovralimentazione, il che permise il raggiungimento della potenza massima a 85 CV.

Il cambio era manuale a 5 marce per tutte le versioni, ma in alternativa era possibile scegliere un automatico a 3 rapporti.

#### Allestimenti e dotazioni
La gamma d'esordio fu proposta in otto livelli di allestimento:
- TS: allestimento di base non disponibile in tutti i mercati (in Italia e in Germania era comunque previsto) e abbinato al motore 2 litri a carburatore da 103 CV. Tale allestimento prevedeva di serie i retrovisori esterni regolabili dall'interno, il volante regolabile in altezza, l'orologio digitale con termometro esterno, l'impianto di condizionamento con bocchette anche per i sedili posteriori.
- GTS: allestimento medio-basso, anch'esso previsto in abbinamento con lo stesso motore della versione TS. La dotazione comprendeva quanto già visto nella TS, ma con in più gli alzacristalli elettrici anteriori, i poggiatesta posteriori, la chiusura centralizzata, il servosterzo e gli interni in velluto;
- GTX: allestimento medio previsto in abbinamento con il motore 2.2 litri ad iniezione da 123 CV. Tale allestimento prevedeva nella dotazione di serie quanto già visto nell'allestimento GTS ma con in più: fari supplementari H1, cerchi in lega, tasche portaoggetti sullo schienale e computer di bordo;
- V6: allestimento di punta previsto in abbinamento appunto con il motore V6 da 2.7 litri e comprendente quanto già visto negli allestimenti precedenti, ma con in più gli specchietti retrovisori esterni regolabili elettricamente e riscaldabili, i freni a disco posteriori, i vetri elettrici posteriori, i sedili anteriori a regolazione elettrica, il volante in pelle, il cruise control e l'impianto stereo con autoradio a cassette più 6 altoparlanti;
- TD: allestimento simile al TS, ma previsto solo in abbinamento con il motore 2 litri diesel da 64 CV;
- GTD: allestimento simile al GTS e previsto solo in abbinamento alla stessa motorizzazione della versione TD;
- Turbo D: allestimento disponibile in abbinamento con il motore turbodiesel da 85 CV e simile all'allestimento GTS, ma con in più i cerchi in lega ed il computer di bordo;
- Turbo DX: allestimento disponibile in abbinamento con il motore turbodiesel da 85 CV e simile all'allestimento GTX, ma con in più i retrovisori regolabili elettricamente e riscaldabili, i vetri elettrici posteriori, i sedili anteriori regolabili elettricamente, il volante in pelle, il cruise control e l'impianto stereo con 6 altoparlanti[1].

Erano previsti come optional: ABS, selleria in pelle, tetto apribile elettrico in lamiera e climatizzatore.

### Evoluzione

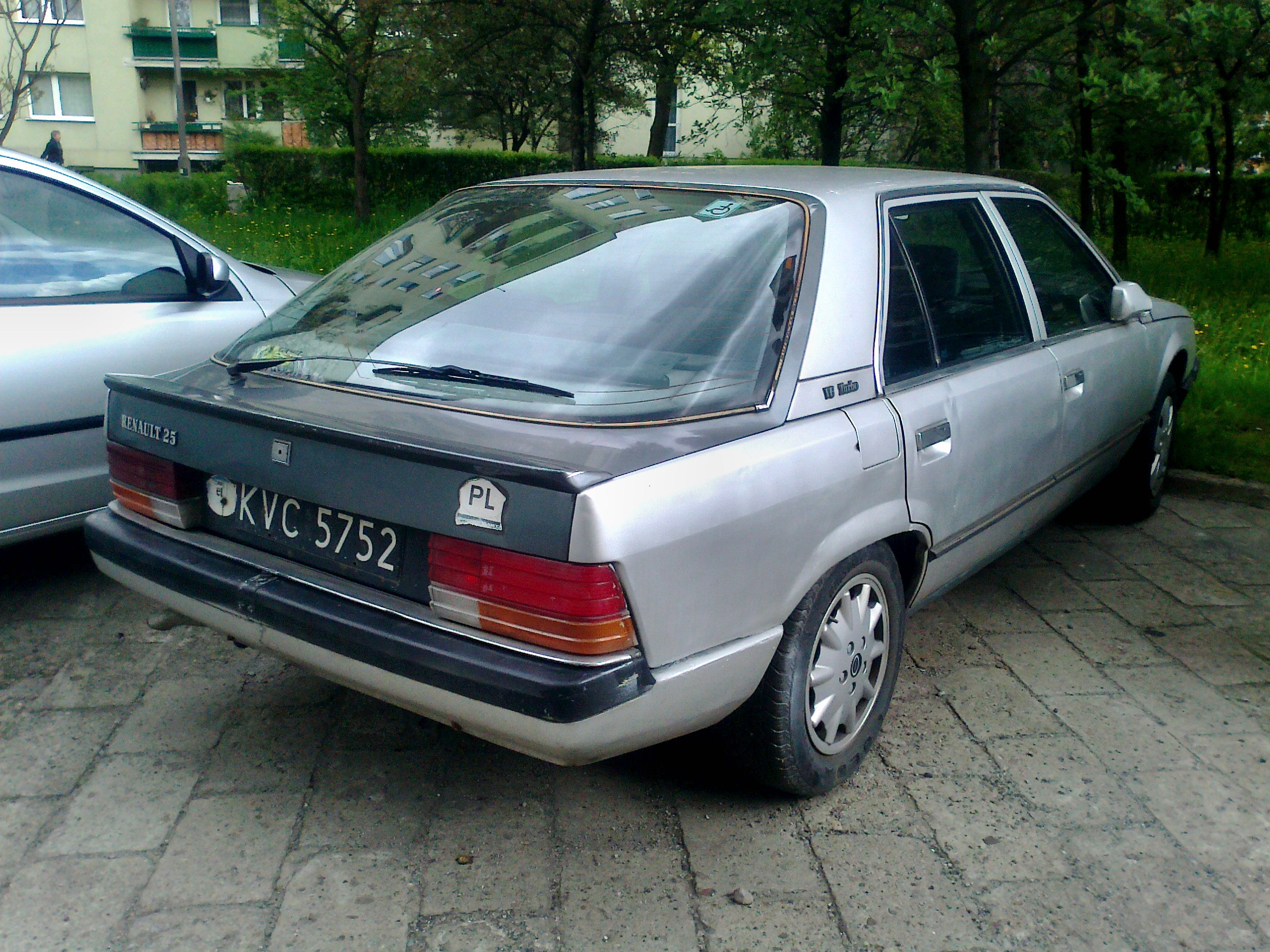
Vista posteriore di una 25 V6 Turbo

Le prime consegne si ebbero nel marzo 1984, in un periodo in cui la Renault dovette fare i conti con quella che fu una delle sue crisi finanziarie peggiori, crisi dovuta all'insuccesso di alcuni suoi modelli e dalla scarsa redditività di operazioni come l'acquisizione del gruppo AMC avvenuta nel 1979. L'accoglienza da parte della stampa fu positivo, tanto da far giungere l'auto al secondo posto del concorso Auto dell'anno del 1985, alle spalle della Opel Kadett.
Alla fine del 1985 fu introdotta la nuova versione di punta, ossia la V6 Turbo, che andò a porsi un gradino più in alto rispetto alla V6 aspirata. Il suo motore era condiviso con quello della Alpine V6 Turbo, ed era sempre un PRV, ma con cilindrata ridotta a 2458 cm³ e con sovralimentazione mediante turbocompressore, il che permetteva di raggiungere una potenza massima di 182 CV e una velocità massima di 233 km/h. Nello stesso periodo, venne lanciata un'altra versione top di gamma, ossia la Limousine, caratterizzata dall'allungamento del passo di 22,7 cm; tale differenza si avvertì soprattutto nei posti posteriori con l'aumento dello spazio a disposizione dei passeggeri. La limousine, al contrario della berlina, non venne prodotta nello stabilimento Renault di Sandouville, ma presso la Heuliez, nel suo impianto di Cerizay. Le motorizzazioni previste per la limousine furono i due V6, sia aspirato che turbo, ed il 2.1 litri turbodiesel da 85 CV.
Nel primo anno di commercializzazione furono prodotti e venduti circa 150.000 esemplari. In seguito arrivarono critiche sia per la scarsa affidabilità del comparto elettronico della vettura, sia per alcuni inconvenienti dovuti alla scarsa rigidezza che potevano offrire i lamierati sottili, e che causavano spiacevoli imprevisti anche durante normalissime operazioni come ad esempio l'issare la vettura su un cric. Di conseguenza, il primo anno fu quello in cui si registrarono i maggiori numeri di vendita, dopodiché si ebbe subito la discesa, nonostante la casa transalpina fosse corsa ai ripari utilizzando lamierati più spessi e tentando di migliorare anche le finiture della vettura.
Nel 1987 la 25 sbarcò negli Stati Uniti d'America sotto mentite spoglie, vale a dire con una inedita carrozzeria a tre volumi e con il nome di Renault Premier. In Francia, la versione limousine divenne l'auto di rappresentanza delle più alte cariche politiche.
Nel frattempo, la gamma si ampliò con l'arrivo della 25 TX, una versione intermedia tra la GTS e la GTX: dalla prima riprese il motore Douvrin da 2 litri, mentre dalla seconda riprese l'alimentazione ad iniezione elettronica. La potenza massima fu di 120 CV, quasi come la GTX che quindi divenne meno conveniente.

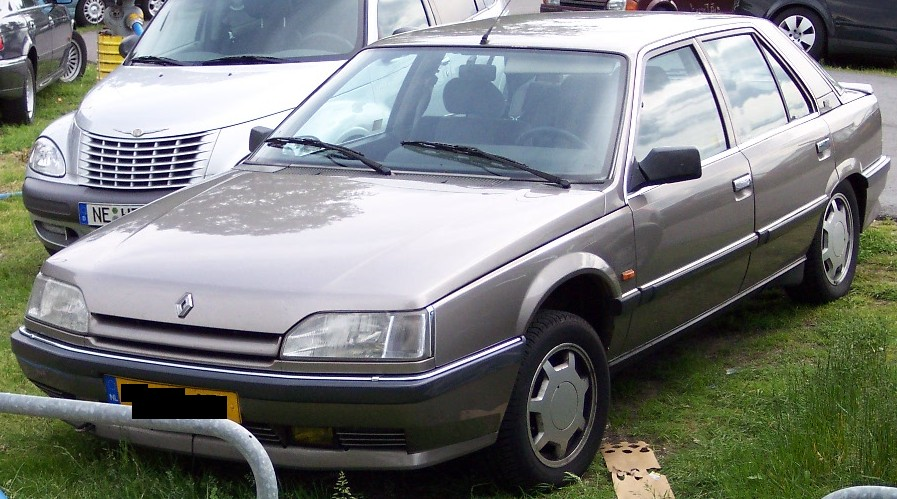
Una Renault 25 dopo il restyling del 1988

Nel giugno 1988 si ebbe un restyling che esternamente interessò un po' tutta la carrozzeria in generale: anteriormente cambiarono i gruppi ottici, ora leggermente smussati nel lato interno, e la calandra, ora a due feritoie orizzontali. Sia gli scudi paraurti che i fascioni laterali vennero ora proposti in tinta con la carrozzeria, mentre posteriormente i gruppi ottici mantennero la stessa impostazione formale, ma con nuove grafiche per le luci. Internamente vennero adottati materiali di miglior qualità, mentre dal punto di vista strettamente meccanico si ebbero alcuni aggiornamenti all'avantreno.

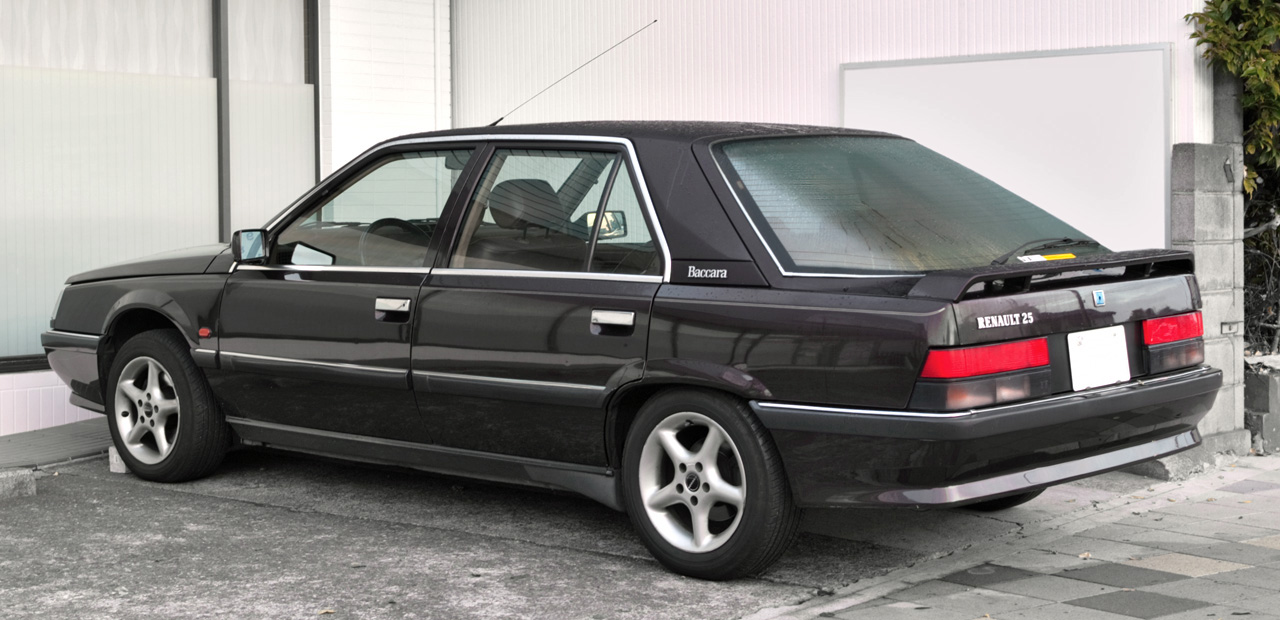
Una Renault 25 Baccara

Si ebbero due novità per quanto riguardava la gamma motori: la GTX venne affiancata dalla TXI, dotata di motore Douvrin 2 litri a 3 valvole per cilindro con 140 CV di potenza massima. Nella zona alta della gamma, invece, il V6 PRV venne portato da 2.7 a 2.8 litri per 153 CV di potenza massima. Per quanto riguardava gli allestimenti, invece, sparirono le versioni limousine, sostituite dalla 25 Baccara, dove il termine Baccara indicava un allestimento particolarmente ricco e lussuoso, comprendente tra l'altro: interni in pelle, inserti in radica di legno e sospensioni a controllo elettronico. Il corpo vettura fu però quello della berlina a passo normale e non più allungato. Questo allestimento fu previsto in abbinamento con i due motori V6, sia l'aspirato da 2.8 litri, sia il turbo da 2.5 litri. Per quanto riguardava le motorizzazioni diesel, la variante aspirata venne portata da 64 a 70 CV di potenza massima.
Nel 1989 venne introdotta la TXE, una versione che sostituì la GTX, della quale riprese il livello di allestimento, ma con il motore 2 litri da 120 CV della TX. Nello stesso anno fece la sua comparsa anche la TI, che combinò il motore da 140 CV della TXI con la dotazione della TX. La gamma a questo punto fu composta dalle seguenti versioni:
- TS/GTS, con motore 2 litri a carburatore da 103 CV;
- TXE, con motore 2 litri ad iniezione da 120 CV;
- TI, con motore 2 litri da 140 CV;
- TXI, con motore della TI ma con allestimento più completo;
- V6, con motore V6 da 2.8 litri e 153 CV;
- V6 Turbo, con motore V6 turbo da 182 CV;
- TD/GTD, con motore 2.1 diesel aspirato da 70 CV;
- Turbo D/DX, con motore 2.1 turbodiesel da 85 CV[3].

Da qui cominciò la rapida fase calante della carriera commerciale della 25: nel 1990 furono tolte dal listino le versioni TS (laddove prevista), TI, TXE e TD. Le ultime evoluzioni alla gamma risalgono anch'esse al 1990, quando su alcune versioni venne installato il catalizzatore: con l'arrivo di tale dispositivo i motori interessati furono sottoposti ad alcuni ritocchi con risultati differenti: ad esempio, il 2 litri ad iniezione a 2 valvole per cilindro vide la propria potenza scendere da 120 a 110 CV, mentre il V6 Turbo la vide crescere da 182 a 205 CV.
L'ultima 25 uscì dalle linee di montaggio di Sandouville il 13 febbraio 1992, lasciando campo libero alla Safrane come sua erede diretta.

### Tabella riepilogativa
| Modello | Carrozzeria         | Motore      | Cilindrata cm³ | Alimentazione                              | Potenza CV/rpm | Coppia Nm/rpm | Massa a vuoto (kg) | Velocità max | Acceler. 0–100 km/h | Consumo (l/100 km) | Anni di produzione |
| Versioni a benzina |                     |             |                |                                            |                |               |                    |              |                     |                    |                    |
| TS | berlina             | J6R-762     | 1995           | Carburatore                                | 103/5500       | 162/3000      | 1.170              | 182          | 11"5                | 8                  | 1984-90            |
| GTS | berlina             | J6R-762     | 1995           | Carburatore                                | 103/5500       | 162/3000      | 1.170              | 182          | 11"5                | 8                  | 1984-92            |
| TX | berlina             | J7R-750     | 1995           | Iniezione elettronica                      | 120/55001      | 168/4500      | 1.220              | 192          | 10"9                | 8.1                | 1986-92            |
| TXE | berlina             | J7R-750     | 1995           | Iniezione elettronica                      | 120/55001      | 168/4500      | 1.220              | 192          | 10"9                | 8.1                | 1989-90            |
| TI | berlina             | J7R-720/726 | 1995           | Iniezione elettronica                      | 140/6000       | 176/4300      | 1.290              | 207          | 9"5                 | 8.8                | 1989-90            |
| TXI | berlina             | J7R-720/726 | 1995           | Iniezione elettronica                      | 140/6000       | 176/4300      | 1.290              | 207          | 9"5                 | 8.8                | 1988-92            |
| GTX | berlina             | J7T-708/733 | 2165           | Iniezione elettronica                      | 123/52502      | 181/2750      | 1.230              | 198          | 10"3                | 8.5                | 1984-90            |
| V6 Turbo | Berlina/ Limousine3 | Z7U         | 2458           | Iniezione + turbocompressore e intercooler | 182/6000       | 280/3000      | 1.350              | 228          | 8"1                 | 10.7               | 1985-903           |
| V6 Turbo | Berlina/ Limousine3 | Z7U         | 2458           | Iniezione + turbocompressore e intercooler | 205/5500       | 290/2500      | 1.350              | 233          | 8"1                 | 10.7               | 1990-92            |
| V6 2.7 | Berlina/ Limousine3 | Z7V         | 2664           | Iniezione elettronica                      | 142/5500       | 217/3000      | 1.320              | 201          | 10"                 | 10.5               | 1984-88            |
| V6 2.8 | berlina             | Z7W         | 2849           | Iniezione elettronica                      | 153/5400       | 225/2500      | 1.333              | 211          | 9"1                 | 10.4               | 1988-92            |
| Versioni a gasolio |                     |             |                |                                            |                |               |                    |              |                     |                    |                    |
| TD/GTD | berlina             | J8S-852     | 2068           | Diesel aspirato iniezione indiretta        | 64/4500        | 124/2250      | 1.240              | 155          | 18"3                | 7.1                | 1984-88            |
| TD/GTD | berlina             | J8S-736     | 2068           | Diesel aspirato iniezione indiretta        | 70/4500        | 133/2250      | 1.240              | 165          | -                   | 7                  | 1988-924           |
| Turbo D/ Turbo DX | berlina limousine3  | J8S-852-10  | 2068           | Turbodiesel iniezione indiretta            | 85/4250        | 181/2000      | 1.290              | 172          | 13"1                | 6.9                | 1984-923           |
| Note: 1110 CV a partire dal 1990 a causa dell'utilizzo del catalizzatore 2126 CV a partire dal 1988 3La versione limousine è stata prodotta fino al 1988 4La TD è stata prodotta fino al 1990 |                     |             |                |                                            |                |               |                    |              |                     |                    |                    |

### Le 25 derivate

#### La Premier

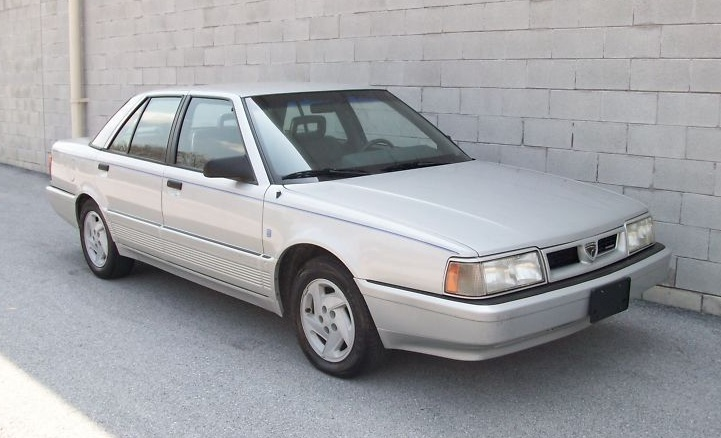
Una Eagle Premier

Come già accaduto per altri modelli Renault (la 9, la 11 e la 18), anche per la 25 c'è stato un breve trascorso commerciale nel Nordamerica. Ma la vettura non fu commercializzata così come si presentava in Europa, bensì con molte modifiche atte a renderla più gradita alla potenziale clientela d'oltreoceano. La versione per i mercati nordamericani era proposta con una inedita carrozzeria berlina a 3 volumi e a 4 porte ed era stata ristilizzata nel frontale in maniera molto marcata, tanto da non apparire neppure una vettura appartenente alla casa francese. La coda era provvista di gruppi ottici a sviluppo orizzontale e uniti tra di loro da una fascia in plastica rossa, come usava su alcune vetture degli anni '80, anche in Europa. Il disegno della carrozzeria portava la firma dell'Italdesign di Giorgetto Giugiaro.

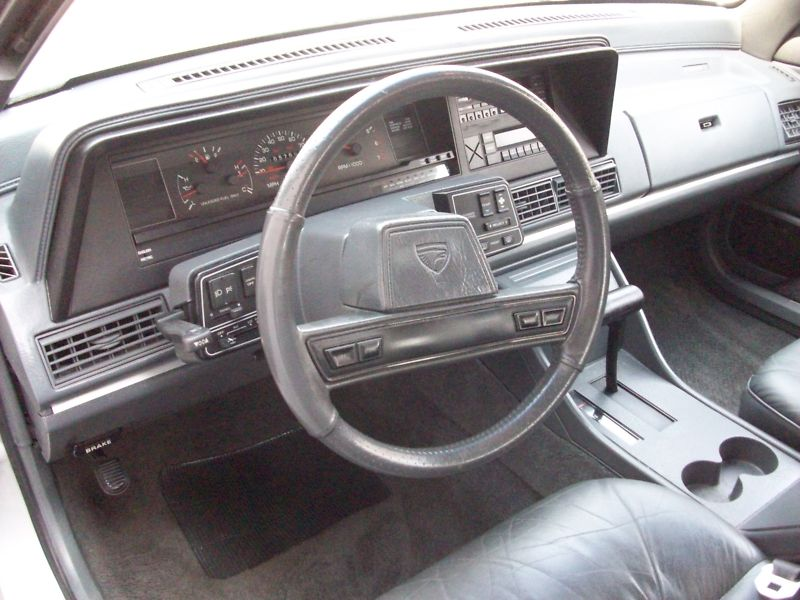
Interni di una Eagle Premier

La vettura venne anche proposta con una nuova denominazione, ossia Premier, e venne presentata nel febbraio del 1987 al Salone di Chicago. La vettura veniva prodotta direttamente in loco e più precisamente nello stabilimento AMC di Brampton (Canada). Era dotata di contenuti molto interessanti: come la sua omologa europea, aveva un Cx ai vertici della sua categoria, battendo il coefficiente di penetrazione aerodinamica della Ford Taurus, all'epoca una delle sue più dirette concorrenti. Inoltre, era anche più spaziosa delle rivali ed era coperta da una garanzia di 7 anni o 100.000 miglia. L'abitacolo fu completamente rivisto e venne disegnato dallo staff diretto dal responsabile del design AMC Richard A. Teague. Anche nella Premier venne impiegata elettronica a profusione, visibile nella strumentazione e nei gadget elettronici sulla plancia.

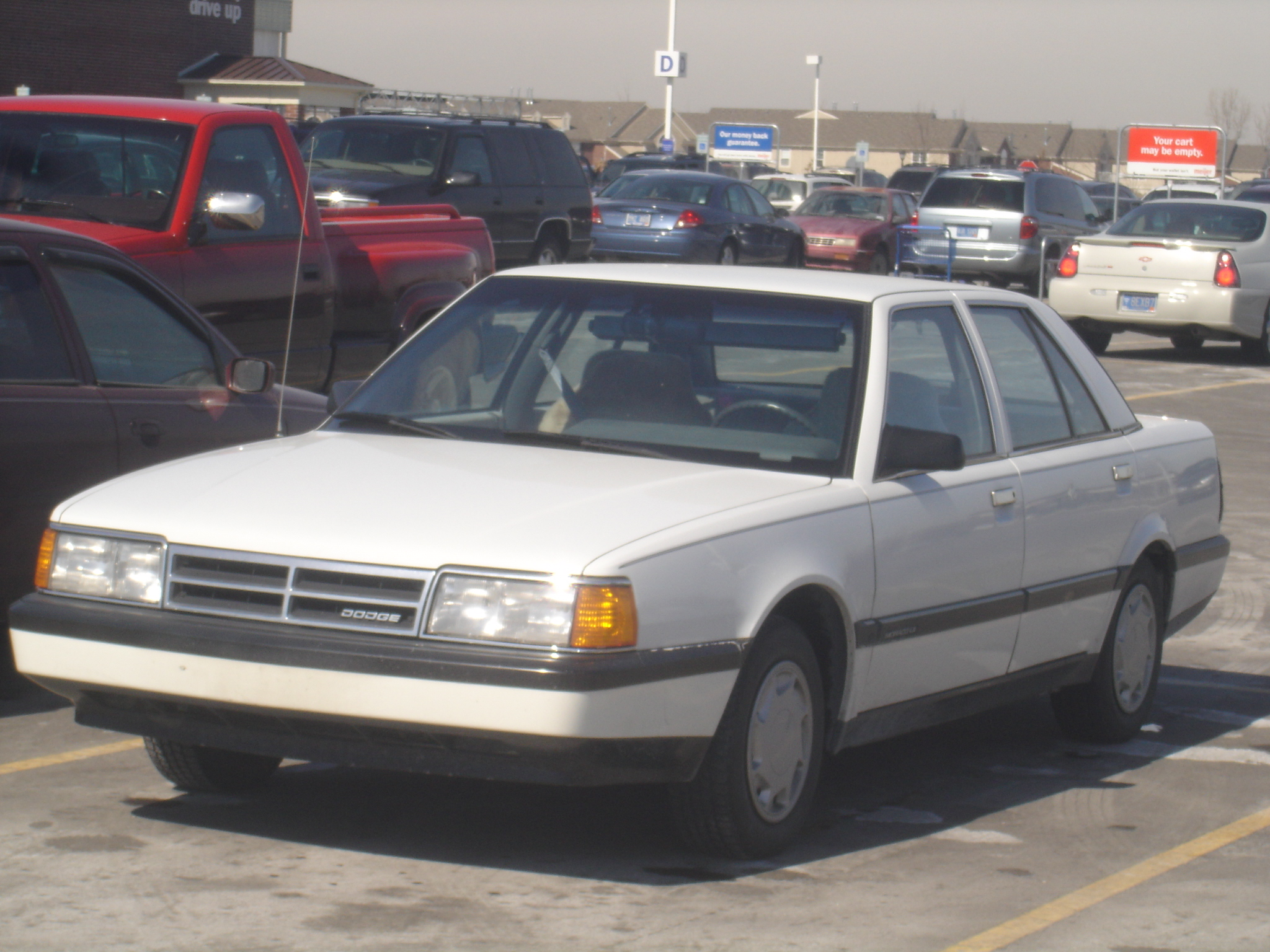
Una Dodge Monaco del 1990

La gamma motori era composta di due unità motrici: alla base era disponibile un 4 cilindri AMC da 2465 cm³ in grado di erogare fino a 113 CV di potenza massima (e fino a 193 Nm di coppia massima). L'altro motore era invece un V6 PRV portato a 2975 cm³ ed in grado di erogare fino a 152 CV di potenza massima. Il cambio utilizzato era un automatico ZF a 4 rapporti.
La vettura, che avrebbe dovuto avere il marchio Renault, in realtà non avrebbe praticamente mai avuto una carriera commerciale con tale impostazione: infatti nel marzo 1987, ad un solo mese di distanza dalla presentazione, Renault vendette la AMC alla Chrysler. Sotto i nuovi padroni il marchio Renault previsto per i modelli commercializzati oltreoceano venne sostituito dal nuovo marchio Eagle, un nome che ricordava uno dei modelli più conosciuti della produzione AMC, quest'ultima a quel punto ormai scomparsa.
La Premier venne quindi commercializzata come Eagle Premier; nonostante i validi contenuti, la vettura non fu un gran successo. Fino al 1992 ne furono assemblati solo 139.051 esemplari. Per rimpolpare le vendite, nel 1989 venne proposta anche una versione con marchio Dodge, denominata Dodge Monaco, ma la vettura non decollò e nel 1992 venne tolta dal listino.

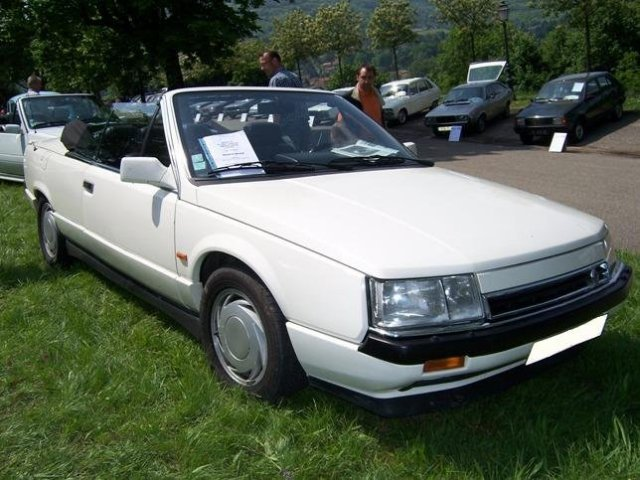
Una Renault 25 cabriolet

#### Renault 25 fuoriserie
La 25 è stata prodotta in appena 40 esemplari in versione station wagon dall'azienda EBS. La stessa azienda produsse un numero ancor più ristretto di esemplari con carrozzeria cabriolet.